# Rurutu

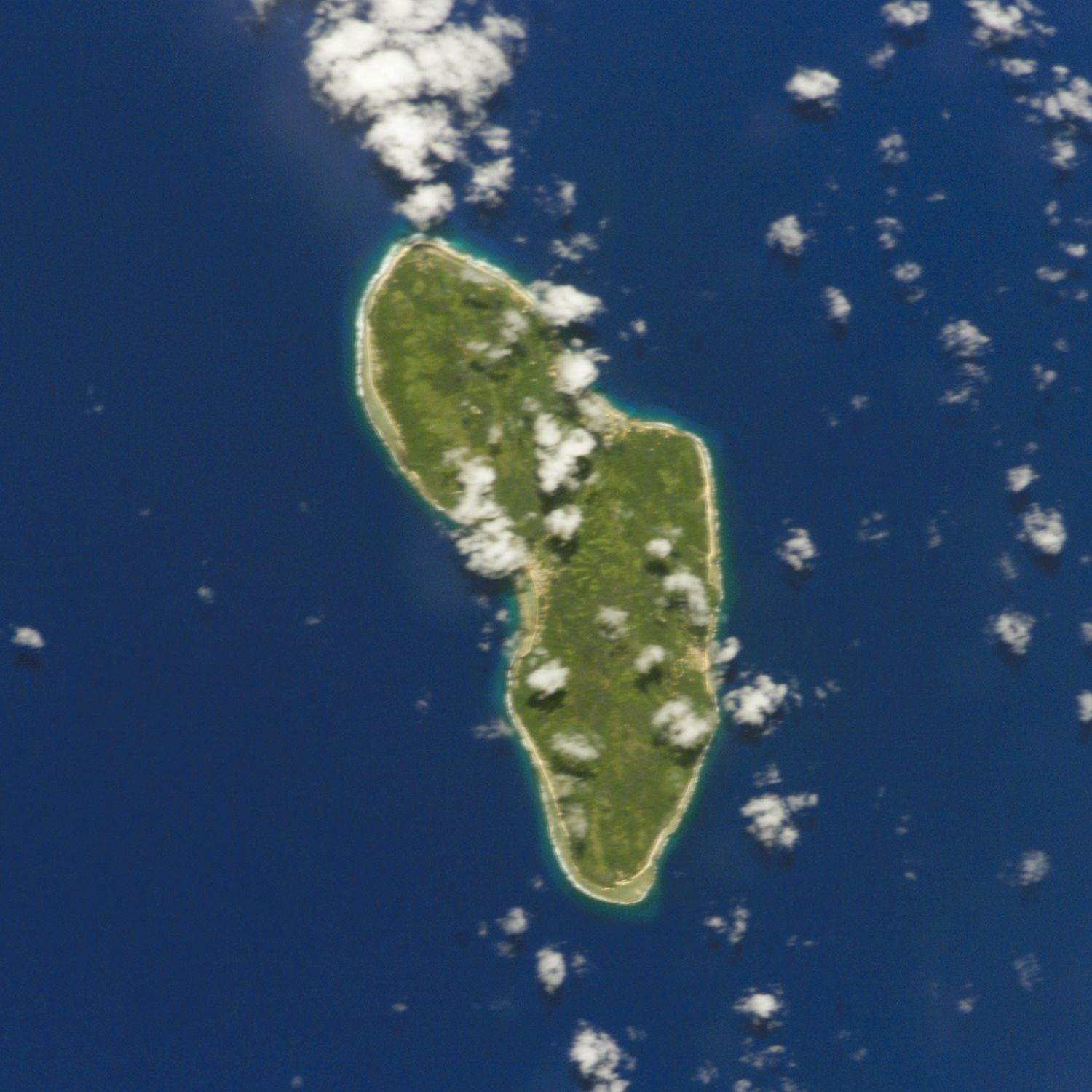
Rurutu

Rurutu (franska île Rurutu, tidigare Eteroa) är en ö i Franska Polynesien i Stilla havet.

## Geografi
Rurutu ligger i ögruppen Australöarna och ligger ca 570 km sydväst om Tahiti.
Ön har en area om ca 32 km² och ca 2.000 invånare, huvudorten heter Moerai med ca 1.000 invånare.
Högsta höjden är den utslocknade vulkanen Mont Manureva med ca 398 m ö.h. och ön omges av ett rev.
Rurutu har en hamn och en liten flygplats.

## Historia
Rurutu beboddes troligen av polynesier redan på 900-talet. Ön upptäcktes av James Cook 1769.
1821 inleddes övergången till kristendom när öbor som hade konverterad sin tro på Raiatea återvände hem.
1889 blev ön ett franskt protektorat och 1903 införlivades ön tillsammans med övriga öar inom Australgruppen i det nyskapade Établissements Français de l'Océanie (Franska Oceanien).